# Walter Arke
Walter Arke (* 1900 in Danzig; † unbekannt) war ein deutscher Ingenieur (Dipl.-Ing.) im Bereich Städtebau. Er wirkte als Landesplaner in der Zeit des Nationalsozialismus in Schlesien und nach 1945 für einen kurzen Zeitraum in Thüringen. Nach Gründung der Bundesrepublik Deutschland wurde Arke Ministerialrat im Bundesministerium für Vertriebene, Flüchtlinge und Kriegsgeschädigte.

## Ausbildung und Berufsstart
Arke wurde in den 1920er Jahren an der Technischen Hochschule Danzig zum Ingenieur mit dem Schwerpunkt Städtebau ausgebildet. Im Jahr 1927 trat Arke in die Städtebauabteilung der städtischen Wohnungsbau-Gesellschaft Schlesische Heimstätte in Breslau ein (siehe dazu auch Ernst May, Neues Frankfurt). Arke arbeitete zudem in dieser Zeit beim Landesplanungsverein Oberschlesien (Leiter der Landesplanung in Oppeln).

## Zeit des Nationalsozialismus
In den Jahren 1936 bis 1939 war Arke in Breslau als kommissarischer Landesplaner im Rahmen der Landesplanungsgemeinschaft (LPG) Schlesien tätig. Nach eigenen Angaben wurde er aufgrund seiner Weigerung in die NSDAP einzutreten nicht verbeamtet. Zum Parteieintritt war er u. a. von der Reichsstelle für Raumordnung (RfR) aufgefordert worden. Er hätte seit 1937 nur der Nationalsozialistischen Volkswohlfahrt (NSV) angehört. 1942 stellte er ein Aufnahmegesuch für den Nationalsozialistischen Bund Deutscher Technik (NSBDT).:158 f.
Die Reichsstelle für Raumordnung hatte über die 23 Landesplanungsgemeinschaften in allen Landesteilen des Deutschen Reiches Weisungsbefugnis (mit Ausnahme des Ruhrgebiets). Walter Arke erarbeitete im Rahmen der LPG Schlesien den „Raumordnungsplan Schlesien“. Seit Juni 1939 wirkte Arke „im Apparat des Reichsprotektorats für Böhmen und Mähren: wenige Monate im Referat für Raumordnung in Prag und danach im Planungsreferat einer in Brünn angesiedelten Dienststelle“.:158 Im Jahr 1942 war Arke nach eigenen Angaben wieder nach Prag zurückversetzt worden. In Prag habe er sich dem Einfluss des Reichsprotektorats entzogen und wechselte nach Jan Ruhkopf in eine „autonome Landesbehörde Böhmen“.:158 Erst danach (1943) wurde Arke zum Kriegsdienst eingezogen (ebd.).

## Nach 1945
Nach seiner Kriegsgefangenschaft 1945 wurde Arke als „nicht betroffen“ in der SBZ entnazifiziert und bald wieder als Landesplaner (diesmal in Weimar) tätig. Der Historiker Jan Ruhkopf zu dieser Phase in Arkes Berufsbiographie: „Nach Entlassung aus der Kriegsgefangenschaft 1945 war er zunächst wiederum als Landesplaner in Thüringen tätig und trat im Dezember des gleichen Jahres in die Ost-CDU ein. Seine Vorgesetzten erkannten zwar seine fachliche Qualifikation an, sahen aber in der Parteizugehörigkeit ein Ärgernis: Als Leiter habe Arke dafür gesorgt, dass in der Abteilung nur parteilose Mitarbeiter oder CDU-Angehörige arbeiteten.“:158
Im Rahmen der thüringischen Landes- und Siedlungsplanung führte Arke den Faktor „Bodenordnung“ in die Debatte ein: „Es ist eine Bodenordnung zu entwickeln, in der sich die Dorfbereinigung in den Dorfbebauungsplan und die Flurbereinigung in den Fluraufteilungsplan einfügt“, forderte Arke als Thüringer Landesplaner. Noch im Jahr 1946 wirkte Arke in Weimar. „Nach dem Vorwurf der Spionage und nach kurzzeitiger Verhaftung floh Arke jedoch aus Weimar über Berlin in die westlichen Besatzungszonen.“:159
Im Westen Deutschlands kam Arke zunächst im Bad Homburger Hauptamt für Soforthilfe unter (Leitung 1949: Hans Lukaschek). Man stellte ihn dort „unter Verweis auf seine politische Neutralität in der Vergangenheit sowie insbesondere seine Expertise 'auf dem Gebiet der volkswirtschaftlichen Raumplanung' ein“.:160
Ab dem Dezember 1949 wurde Arke auf persönliche Intervention des zum Bundesminister aufgestiegenen Hans Lukaschek im Bundesvertriebenenministerium tätig: „Lukaschek zog nicht nur seine persönliche Bekanntschaft mit Arke sowie dessen Status als Heimatvertriebener heran, sondern verwies ausdrücklich auf die anstehenden Aufgaben des BMVt, für die es 'eines besonders geeigneten Planungsfachmannes' bedürfe. In den Augen Lukascheks erforderten die Herausforderungen der 'Eingliederung' jene Expertise, die Arke bis 1945 in den Planungsverbänden erworben hatte.“:160
Seit 1949 leitete Walter Arke das Referat „Planung“ und „Statistik“ (später auch „Raumordnung“) des Bundesvertriebenenministeriums.:157 f. Seit 1952 unter Mitarbeit von Werner Vetter. Arke wurde darum auch als Vertreter des Bundesvertriebenenministeriums in den Interministeriellen Ausschuss für Raumordnung (IMARO) berufen. Der IMARO umfasste 15 Mitglieder aus diversen Bundesministerien, der Dienststelle Blank und dem Bad Godesberger Institut für Raumforschung. Diese Mitglieder waren z. T. gleichzeitig die „Raumordnungsreferenten“ ihrer Ministerien, wie Hermann Roloff oder Gerhard Isenberg.
Walter Arke war wesentlich dafür verantwortlich, dass zu Beginn der 1950er Jahre für die Stadtsoziologin und Flüchtlingsforscherin Elisabeth Pfeil eine Dauerstelle als Wissenschaftskoordinatorin im Bundesvertriebenenministerium geschaffen werden sollte, was aber nicht gelang. Mit Elisabeth Pfeil, Erich Dittrich u. a. gemeinsam war Arke jedoch Teil der „Forschungsgruppe Eingliederung“ des Bundesvertriebenenministeriums.:223 f., 226
Nach Theodor Veiter pflegte Walter Arke als Referent für Flüchtlingsfragen innerhalb seines Ministeriums enge Verbindungen zur deutschen Sektion der Forschungsgesellschaft für das Weltflüchtlingsproblem (AER/AWR). Arke sei "die bis heute andauernde Finanzhilfe für das Bulletin der AWR (DM 5.000,- jährlich, später aufgewertet) zu verdanken. Er hat an vielen AWR-Kongressen teilgenommen."
Walter Arke gehörte für den Verein „Heimatvertriebene Wirtschaft e. V.“ zum Plenum des „Forschungsbeirats für Fragen der Wiedervereinigung Deutschlands“.
Im Jahr 1965 trat Arke (Bundesvertriebenenministerium) in den Ruhestand.

## Schriften und Gutachten (Auswahl)
- Ziele der vorstädtischen Kleinsiedlung. In: Oberschlesische Wirtschaft, Heft 8 (1933).
- Vorschläge und Zahlen für die wirtschaftliche Eingliederung der Heimatvertriebenen in Westdeutschland : Zum deutschen Flüchtlingsproblem. Von der Studienkommission des Beirats beim Flüchtlingsbischof und beim Hohen Päpstlichen Protektor für das Flüchtlingswesen / Zusammengestellt von Walter Arke, Bonn 1949.
- Proposals and figures on the economic rehabilitation of expellees in Western Germany: memorandum on the German refugee problem. [prepared by Dipl.-Ing. Arke and Dr. Tyczka]. Study group of the Council [u. a.], Bad Homburg v. d. H., Katholischer Flüchtlingsbeirat, 1949.
- Die Raumordnung in der Bundesrepublik Deutschland. Gutachten des Sachverständigenausschusses für Raumforschung, (SARO) (Walter Arke, Kurt Brüning, Erich Dittrich, Gerhard Isenberg, Adolf Kleine, Theodor Kraus, Norbert Ley, Fritz W. Meyer, Hermann Roloff, Werner Weber). Stuttgart 1961.